# Шляхи титанів
«Шляхи титанів» — науково-фантастичний роман українського письменника, футуролога, громадського діяча Олеся Бердника, виданий у 1959 році. Перекладався на російську та чеську мови.

## Сюжет
Дія роману розгортається у далекому майбутньому. Людство розвивається у плідній співпраці з іншими цивілізаціями. Освоєна Сонячна система, за допомогою новітніх технологій стали можливими космічні подорожі у далекі галактики, провідні вчені Землі працюють над досягненням безсмертя.
За встановленими правилами, хлопці та дівчата, отримавши обов'язкову освіту та опанувавши необхідні практичні навички,  після 18 років обирають свою подальшу професію. Юнак Світозар обирає шлях працівника архіву, його змалку цікавить історія. Працюючи в архіві, він знаходить матеріали, які стосуються подорожі земного космічного корабля до системи Великої Магелланової Хмари. Виявляється, що інформація про експедицію була забута, тому матеріали викликають неабиякий інтерес науковців.
Саме в цей час проходить засідання Космічної Ради на якому розглядається проект передачі функцій наукового мислення інформаційно-розрахунковим машинам задля зменшення навантаження на людей. З цим проектом не згодна частина вчених, які вважають, що наслідком цього стане  деградація людства.
Поки автори проекту та його противники сперечаються, лунає оголошення про прибуття невідомого зорельота під назвою «Думка». Про подорож саме цього корабля виявив матеріали Світозар. Але на борту «Думки» виявляється лише один мертвий космонавт.
За допомогою бортових записів була відтворена історія великої космічної подорожі.
«Думка» була збудована у 2050 для дослідження планети антисвіту, де напередодні загинула земна експедиція. Після цього планувався політ до Великої Магелланової Хмари. Космонавти розуміли, що більш ніколи не побачать своїх близьких, оскільки за час їх польоту на Землі пройдуть сотні або навіть тисячі років.
Керівник експедиції на ім'я Георгій залишає на Землі Маріанну, свою кохану дівчину, яка працює в одному з інститутів у Києві. Та вона, прагнучи зустріти його, звертається до науковців. Вчені, за її бажанням, погоджуються на експеримент та вводять її у стан анабіозу на невизначений термін, до повернення «Думки».
В цей час земний зорельот долає час і простір, відвідуючи планету антисвіту після чого попадає у жорстокий світ машин, яким править Залізний диктатор. З усієї команди живими залишаються Георгій та його помічник Джон-Ей. Їм стає відома історія планети, на який свого часу панувала розвинена цивілізація.
З метою покращання життя на планеті, був створений досконалий механізм, якому було передано керування всіма процесами діяльності. Цим скористалися деякі вчені, які захопили механізм, встановили свою владу, знищили існуючу цивілізацію та почали захоплювати сусідні світи. Залишки мешканців планети були змушені ховатися під землею. Вони організували рух спротиву Залізному диктатору, який керує планетою. Прибуття експедиції з іншого світу додає нових сил їх боротьбі, але Георгій та Джон-Ей потрапляють у полон. Георгій примусово введений в стан анабіозу та залишений в полоні, а Джон-Ей тимчасово позбавлений свідомості, відправлений в космос в невідомому напрямку.
Прийшовши до тями, він не в змозі відшукати зворотній шлях додому. Та на допомогу приходять розумні істоти, які завдають правильний курс його зорельоту. Проте через деякий час Джон-Ей виявляє нову проблему — відсутність палива. Він розуміє, що відтепер швидкість зорельота буде набагато менша, а час на подолання простору — набагато більший і він помре до того, як «Думка» дістанеться Землі.
Але він не впадає у відчай. За допомогою технічних пристроїв він записує для нащадків історію подорожі, після чого вводить себе в стан анабіозу…
По розшифровці записів зорельота, питання надання машинам функцій мислення знімається з розгляду. Завдяки вирішенню проблеми безсмертя, Джон-Ей воскрешається та Маріанна виводиться зі стану анабіозу. Людство відправляє експедицію у володіння Залізного диктатора. Але по прибуттю виявляється, що диктатор вже переможений.
За допомогою науковців експедиції повертається до життя Георгій, якого зустрічає Маріанна. На планеті «народжувалась доля нового світу — безсмертна, прекрасна, щаслива».

## Сприйняття
Як наведено у публікації Українського універсального журналу «Нові дні», «В науковій фантастиці досить часто зустрічаються покликання на космічні стрибки, завдяки яким зорельоти долають простори… Але не часто відважуються автори-фантасти пояснювати наукові засади, на яких основані такі польоти. Проте Олесь Бердник без вагань вдається до тлумачення вигаданих наукових принципів».
Також, на думку канадського професора Володимира Смирніва, «У „Шляху титанів“ Бердник зачарований перспективами науково-технічного прогресу та знаходиться на піку…оптимізму».